# John Bertram Oakes
John Bertram Oakes  (* 23. April 1913 in Elkins Park, Montgomery County (Pennsylvania); † 5. April 2001 in Manhattan) war ein trendsetzender, einflussreicher US-amerikanischer Journalist, der sich früh für die Umwelt, Bürgerrechte und gegen den Vietnamkrieg engagierte. Er gilt als Schöpfer der modernen Op-Ed-Seite und war von 1961 bis 1976 editorial page editor (leitender Redakteur) der New York Times-Redaktionsseite.

## Leben
John Bertram Oakes war der zweite Sohn von Bertie Gans Ochs und George Ochs. Die Familie ließ ihren Nachnamen deutscher Herkunft aus Empörung über die Versenkung der Lusitania durch die deutsche kaiserliche Marine 1915 in Oakes ändern. Sein Onkel war der damalige Verleger der New York Times, Adolph Ochs. Oakes besuchte die Princeton University (A. B., 1934), wo er als  Valedictorian seiner Klasse mit der Bewertung Magna cum laude abschloss. Anschließend wurde er Rhodes-Stipendiat (A. B., A. M., Queens College, Oxford, 1936).

## New Deal Era
Nach seiner Rückkehr in die Vereinigten Staaten wurde Oakes 1936 Reporter der Times in Trenton. Als Anhänger von Franklin D. Roosevelts New Deal zog er 1937 nach Washington, D.C., wo er politischer Reporter für die Washington Post wurde. In Washington berichtete er unter anderem über den US-Kongress, das Komitee für unamerikanische Umtriebe von Martin Dies und Roosevelts Kampagne von 1940.
In Washington, D. C. lebte Oakes in einer ausgelassenen Junggesellengruppe und hatte zahlreiche Freunde in der Zeitungswelt, darunter einen langjährigen Herausgebers der Washington Post.

## 2. Weltkrieg
Als die Vereinigten Staaten 1941 in den Zweiten Weltkrieg eintraten, trat Oakes als Soldat der Infanterie in die United States Army ein. Er wurde für das Office of Strategic Services angeworben und diente zwei Jahre in Europa, um feindliche Agenten zu identifizieren und als Doppelagent „umzudrehen“, die noch mit den Nazis in Verbindung standen. In Anerkennung seiner Verdienste erhielt er den Bronze Star, das Croix de guerre, die französische Medaille de Reconnaissance und den Order of the British Empire. Er beendete den Krieg im Rang eines Lieutenant-Colonel.

## Karriere bei der Times
Unmittelbar nach seiner Demobilisierung 1946 trat er in die „Familienzeitung“ als Redakteur der „Review of the Week“-Sektion der Sonntagsausgabe der New York Times ein. Drei Jahre später wurde er Mitglied der Redaktionsleitung (editorial board). Als Autor der Meinungsseiten überzeugte er 1951 die Chefredakteure und Herausgeber der Zeitung, eine monatliche Kolumne über das damals wenig beachtete Thema Umwelt schreiben zu lassen – die erste Kolumne dieser Art in einer auflagenstarken landesweiten Zeitung. Er schrieb auch für andere Bereiche der Zeitung wie die New York Times Book Review und das Sonntagsmagazin. Seine kritische Darstellung von Joseph McCarthy, „This Is the Real, the Lasting Damage“ am 7. März 1954 nahm Eleanor Roosevelt als Basis für eine ihrer in verschiedenen Zeitungen veröffentlichten Kolumnen und wurde anschließend in großem Umfang nachgedruckt.
Seine Karriere in der Redaktion, zuerst als Redakteur (1949–1961) und dann als editorial page editor (leitender Redakteur; 1961–1976), umfasste die Regierungen Kabinett Truman, Kabinett Eisenhower, Kabinett Kennedy, Kabinett Lyndon B. Johnson, Kabinett Nixon und Kabinett Ford. Als Verantwortlicher für die  Redaktionsseite berief er die erste Frau seit fünfzig Jahren (Ada Louise Huxtable) und den ersten Afroamerikaner (Roger Wilkins) in die Editorial-Redaktion.
Oakes trat aus dem Schatten seines konservativeren Cousins Arthur Ochs Sulzberger, der 1963 Herausgeber der Times wurde. Ihre bemerkenswerteste Konfrontation ereignete sich 1976, als die Times entscheiden musste, wen sie als New Yorker Junior-Senator in der bevorstehenden Vorwahl (Primary) der Demokratischen Partei unterstützen sollte. Sulzberger wollte Daniel Patrick Moynihan, aber Oakes bevorzugte Bella Abzug. Sulzberger überstimmte Oakes, bot ihm jedoch an, eine Gegenargumentation zu drucken. Da Sulzberger den Entwurf der Stellungnahme von Oakes jedoch für zu emotional und spaltend hielt, ließ Sulzberger den Text schließlich zu einem beispiellosen Ein-Satz-Widerspruch kürzen. Dieser erschien am 11. September 1976 als „Brief an den Redakteur“ (Letter to the Editor) – im Wesentlichen als Brief von Oakes sich selbst – auf der Meinungsseite der Times: „Als Redakteur der Meinungsseite[n] der Times muss ich meinen Widerspruch gegen die Unterstützung (endorsement) zum Ausdruck bringen, die Herrn Moynihan in den heutigen Editorials gegenüber den vier weiteren Kandidaten der Vorwahl der Demokratischen Partei des Staates New York für den Senat der Vereinigten Staaten zugesprochen wird.“ Da Moynihan nur rund 9.000 (1 %) mehr Stimmen als Bella Abzug erhielt, wurde sein Vorwahlsieg vielfach der Times-Unterstützung zugeschrieben.
Kurz darauf, zum 1. Januar 1977, ersetzte Sulzberger Oakes als editorial page editor durch Max Frankel, der seine eigene Herangehensweise an die Politik im Gegensatz zu Oakes als „lustiger“ bezeichnete. Der Journalist John L. Hess sagte 2002 anlässlich des Todes von Oakes im Vorjahr, dass sich nach seinem Abgang „die Leitartikel nie erholten“.
Nach seinem Rückzug von der Leitung der Redaktionsseite wurde Oakes Kolumnist auf der Meinungsseite und schrieb hauptsächlich über Innenpolitik, Außenpolitik, Menschenrechte, Freiheitsrechte und die Umwelt.

## Schwerpunkte
1961, dem Jahr, in dem Oakes zum Verantwortlichen der Times-Meinungsseiten ernannt wurde, veröffentlichte Harper and Brothers sein Buch „The Edge of Freedom: A Report on Neutralism and New Forces in Sub-saharan Africa and Eastern Europe“ (etwa: „Die Grenze der Freiheit: Ein Bericht über Neutralismus und neue Kräfte in Afrika südlich der Sahara und Osteuropa“). Seine Hauptanliegen waren jedoch Menschenrechte und Freiheitsrechte, die sich durch Anti-McCarthyismus und konsequente Unterstützung der Bürgerrechtsbewegung äußerten, sowie starke und frühe Kritik am Vietnamkrieg (1963) – welche die New York Times zu einem der wenigen Blätter machte, die eine solche Haltung einnahmen und zu persönlichen Angriffen von Präsident Lyndon B. Johnson, Dean Rusk und anderen auf Oakes führten. Ferner trat Oakes für den Erhalt und den Schutz natürlicher Ressourcen ein. So wandte sich die Times maßgeblich unter seiner Regie gegen Bauprojekte des Stadtplaners und -verwalters Robert Moses, dem Oakes einen zu großen Fokus auf Straßenbauprojekten zulasten von ÖPNV und Parks vorwarf. So stellte sich die Times 1963 mit Editorials von Oakes gegen den Bau des Lower Manhattan Expressway und des Mid-Manhattan Expressway.
1966 wurde Oakes mit dem George Polk Award ausgezeichnet, weil er der Meinungsseite „eine Brillanz, Intensität und Auffassungsgabe“ verlieh, die sie zu „der vitalsten und einflussreichsten journalistischen Stimme in Amerika“ machte.
Nachdem Oakes die Idee zehn Jahre lang mit einer Reihe von Herausgebern vorangetrieben hatte, initiierte er die erste moderne Op-Ed-Seite (so genannt, da sie „opposite the editorial page“, „gegenüber der Meinungsseite“ erschien) ab 21. September 1970, nach der seither ähnliche Seiten anderer amerikanischer Zeitungen eingeführt wurden. Wie Oakes im ersten Text selbst ausführte, bestand sein Hauptmotiv darin, einen Platz für Ideen und Meinungen von Nichtjournalisten zu schaffen. Das Erscheinen von Times-Kolumnisten auf der neuen Op-Ed-Seite (in den Anfangsjahren auf ein oder zwei pro Tag beschränkt) spiegelte lediglich die Notwendigkeit wider, auf der Meinungsseite mehr Platz für „Briefe an den Redakteur“ (Letters to the Editor) zu schaffen – wie Oakes später schrieb, „wieder im Interesse, mehr Gelegenheit zur Abbildung von Außenansichten zu schaffen“. In einem Interview aus dem Jahr 2010 bezeichnete David Shipley die Op-Ed-Seite als Oakes’ Baby (brainchild).

## Lehrtätigkeit
In den Jahren 1977 und 1978 war Oakes Gastprofessor an der Newhouse School of Communications der Syracuse University. Er dozierte auch Amerikanistik im Salzburg Seminar und hielt Vorträge über Journalismus an zahlreichen Universitäten. Er war Vorstandsmitglied des Temple Emanu El (New York City) und des Washington Journalism Center sowie Mitglied der Society of Silurians, einer Organisation von erfahrenen Journalisten im Raum New York.

## Familie
John heiratete 1945 Margery Hartman, die ihn überlebte. Sie haben drei Töchter, einen Sohn sowie sieben Enkelkinder.

## Ehrungen
1960 erhielt er den Columbia-Catherwood Award für internationalen Journalismus und 1970 den Woodrow Wilson Award der Princeton University. 1976 erhielt Oakes die Ehrendoktorwürde der City University of New York und im selben Jahr die Audubon-Medaille, die höchste Auszeichnung der National Audubon Society.
Er erhielt auch Auszeichnungen vom Sierra Club und dem Natural Resources Defense Council, das 1994 den jährlichen John B. Oakes-Award für ausgezeichneten Umweltjournalismus einführte, der inzwischen von der Columbia University School of Journalism vergeben wird.
Zwei Wochen vor Oakes’ Tod im Jahr 2001 wurde er für seine Lebensleistung mit einem zweiten George Polk Award ausgezeichnet. John L. Hess schrieb in seinem Nachruf: „Wenn die Menschen die Times heute als eine großartige und eine liberale Zeitung betrachten, ist dies größtenteils eine Illusion, aber Oakes glaubte daran und versuchte, sie wahr zu machen.“ Oakes starb am 5. April 2001 in Manhattan.